# Stefanie Müller (Badminton)
Stefanie „Steffi“ Müller (* 19. November 1976) ist eine deutsche Badmintonspielerin. 

## Karriere
Stefanie Müller gewann nach mehreren Medaillen im Nachwuchsbereich 1994 mit Silber im Dameneinzel ihre erste Medaille bei deutschen Einzelmeisterschaften. 2004 wurde sie deutsche Mannschaftsmeisterin mit dem FC Langenfeld.

## Sportliche Erfolge
| Saison    | Veranstaltung                     | Disziplin   | Platz | Name |
| --------- | --------------------------------- | ----------- | ----- | --- |
| 1990/1991 | Deutsche Einzelmeisterschaft U14  | Damendoppel | 1     | Stefanie Müller / Anika Sietz (TSV 1861 Zirndorf / TSV Glinde) |
| 1990/1991 | Deutsche Einzelmeisterschaft U14  | Dameneinzel | 1     | Stefanie Müller (TSV 1861 Zirndorf) |
| 1990/1991 | Deutsche Einzelmeisterschaft U14  | Mixed       | 1     | Björn Decker / Stefanie Müller (TV Überherrn / TSV Zirndorf) |
| 1992/1993 | Deutsche Einzelmeisterschaft U16  | Dameneinzel | 1     | Stefanie Müller (TSV Neuhausen-Nymphenburg München) |
| 1992/1993 | Deutsche Einzelmeisterschaft U22  | Dameneinzel | 2     | Stefanie Müller (TSV Neuhausen) |
| 1992/1993 | Deutsche Einzelmeisterschaft U16  | Mixed       | 2     | Björn Decker (TV Saarlouis) / Stefanie Müller (TSV Neuhausen) |
| 1993/1994 | Deutsche Einzelmeisterschaft U22  | Dameneinzel | 1     | Stefanie Müller (TSV Neuhausen-Nymphenburg) |
| 1993/1994 | Deutsche Einzelmeisterschaft      | Dameneinzel | 2     | Stefanie Müller (TSV Neuhausen) |
| 1993/1994 | Deutsche Einzelmeisterschaft U18  | Dameneinzel | 1     | Stefanie Müller (TSV Neuhausen-Nymphenburg München) |
| 1996/1997 | Deutsche Einzelmeisterschaft U22  | Dameneinzel | 1     | Stefanie Müller (SV Fortuna Regensburg) |
| 1997/1998 | Deutsche Hochschulmeisterschaften | Damendoppel | 1     | Stefanie Müller / Anika Sietz (Uni Saarbrücken) |
| 1999/2000 | Deutsche Hochschulmeisterschaften | Damendoppel | 1     | Steffi Müller / Sandra Mirtsching (Uni Erlangen / Uni Frankfurt) |
| 1999/2000 | Deutsche Hochschulmeisterschaften | Dameneinzel | 1     | Steffi Müller (Uni Erlangen) |
| 2000/2001 | Deutsche Einzelmeisterschaft      | Dameneinzel | 3     | Stefanie Müller (Fortuna Regensburg) |
| 2002/2003 | Deutsche Mannschaftsmeisterschaft | Mannschaft  | 4     | FC Langenfeld (Björn Joppien, Przemysław Wacha, Mike Joppien, Wouter Claes, Andreas Wölk, Matthias Bilo, Johannes Bilo, Manuel Andratschke; Steffi Müller, Kathrin Piotrowski, Aileen Rößler, Isabelle Althof) |
| 2002/2003 | Deutsche Einzelmeisterschaft      | Damendoppel | 3     | Michaela Peiffer / Steffi Müller (TuS Wiebelskirchen / FC Langenfeld) |
| 2002/2003 | Deutsche Mannschaftsmeisterschaft | Mannschaft  | 3     | FC Langenfeld (Björn Joppien, Przemysław Wacha, Mike Joppien, Wouter Claes, Andreas Wölk, Matthias Bilo, Johannes Bilo, Manuel Andratschke, Steffi Müller, Kathrin Piotrowski, Aileen Rößler, Isabelle Althof) |
| 2003/2004 | Deutsche Mannschaftsmeisterschaft | Mannschaft  | 1     | FC Langenfeld (Mike Joppien, Aileen Rößler, Thorsten Hukriede, Kathrin Piotrowski, Stefanie Müller, Björn Joppien, Przemysław Wacha, Matthias Bilo, Andreas Wölk)                                              |
| 2003/2004 | Deutsche Einzelmeisterschaft      | Damendoppel | 2     | Michaela Peiffer / Stefanie Müller (TuS Wiebelskirchen / FC Langenfeld) |
| 2003/2004 | Deutsche Einzelmeisterschaft      | Dameneinzel | 3     | Stefanie Müller (FC Langenfeld) |
| 2004/2005 | Deutsche Mannschaftsmeisterschaft | Mannschaft  | 3     | FC Langenfeld (Mike Joppien, Björn Joppien, Andreas Wölk, Przemyslaw Wacha, Thorsten Hukriede, Kathrin Piotrowski, Stefanie Müller)                                                                            |
| 2008/2009 | Deutsche Einzelmeisterschaft      | Damendoppel | 3     | Stefanie Müller (TSV Röttenbach) / Claudia Vogelgsang (VfB Friedrichshafen) |